# Titularbistum Hirta
Hirta ist ein Titularbistum der römisch-katholischen Kirche.
Es geht zurück auf ein früheres Bistum der gleichnamigen antiken Stadt in der römischen Provinz Mesopotamia im heutigen Irak. Im Juli 2004 wurde es durch Papst Johannes Paul II. als Titularbistum errichtet.
| Titularbischöfe von Hirta |                |                                               |                 |               |
| Nr.                       | Name           | Amt                                           | von             | bis           |
| 1                         | Andraos Abouna | Weihbischof im Patriarchat von Babylon (Irak) | September 2004  | 27. Juli 2010 |
| 2                         | Saad Sirop     | Weihbischof im Patriarchat von Babylon (Irak) | 11. Januar 2014 |               |